# Solaris Urbino 15
Solaris Urbino 15 – niskopodłogowy autobus miejski klasy mega z rodziny Solaris Urbino produkowany w latach 2000–2018 i ponownie od 2022 w niskowejściowej wersji elektrycznej przez polskie przedsiębiorstwo Solaris Bus & Coach w Bolechowie-Osiedlu koło Poznania.
W latach 2000–2018 powstawały autobusy Urbino 15 trzech generacji. I została zastąpiona przez II w 2002 r., natomiast pojazdy III generacji produkowano od 2005 r. Ze względu na spadające zainteresowanie klientów autobusami z tego segmentu, produkcję zakończono w 2018 r., wraz ze wszystkimi wersjami pochodnymi. Na bazie modelu Urbino 15 powstały też wersje pochodne – napędzane gazem CNG Urbino 15 CNG, wersje niskowejściowe Urbino 15 LE oraz Urbino 15 LE CNG, a także trolejbusy Solaris Trollino 15 i Škoda 28Tr Solaris.
W 2020 r. ponownie wprowadzono model do oferty producenta w IV generacji Urbino w wersji niskowejściowej z napędem w pełni elektrycznym nazwaną Solaris Urbino 15 LE electric.

## Historia

### Neoplan Polska

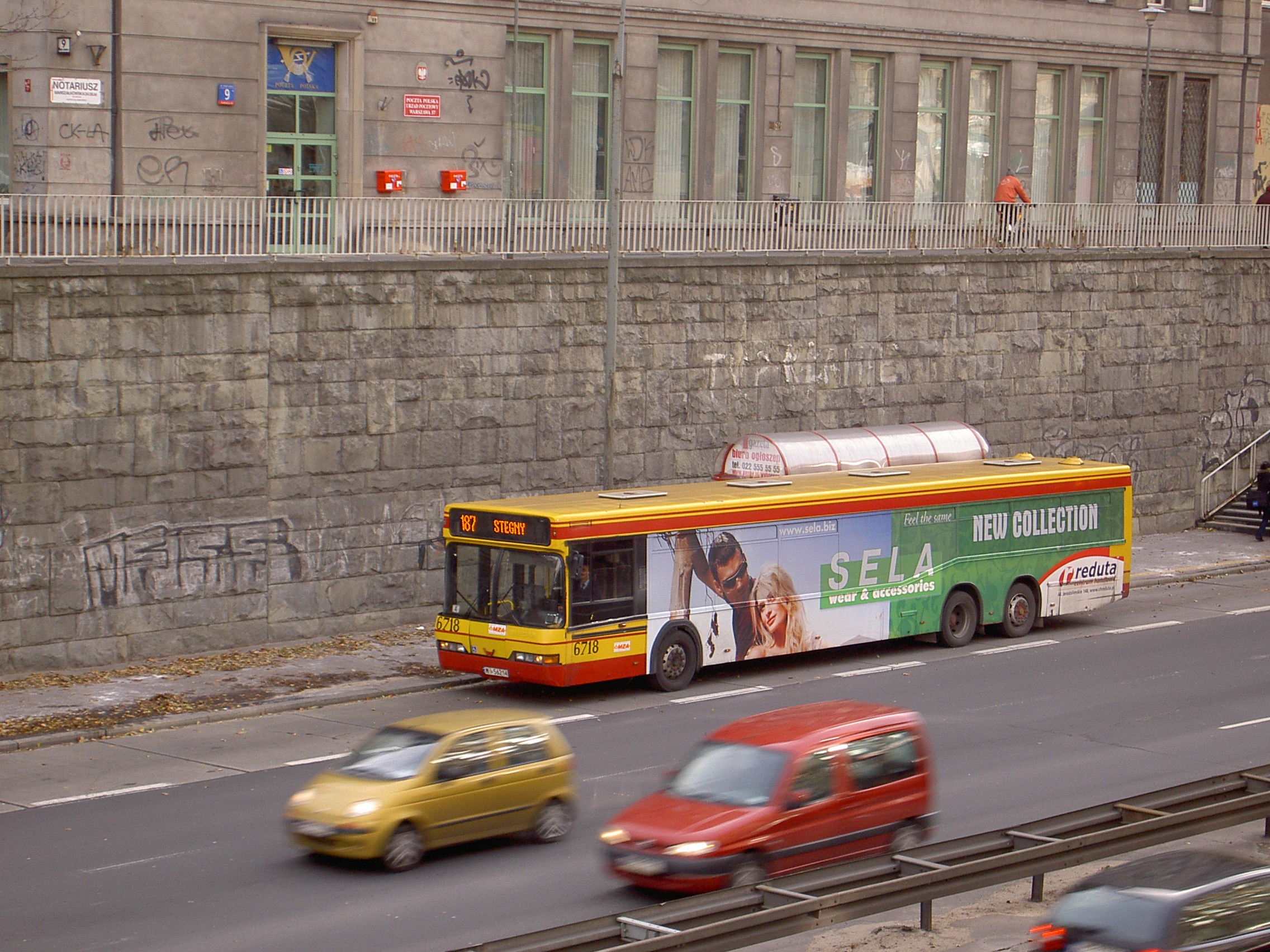
Neoplan N4020 na ulicach Warszawy

W 1994 r. Krzysztof Olszewski otworzył w Polsce przedstawicielstwo handlowe niemieckiego producenta autobusów i autokarów Neoplan o nazwie Neoplan Polska Sp. z o.o. W tym samym roku spółka pozyskała pierwsze zamówienie – do Miejskich Zakładów Autobusowych w Warszawie (MZA) trafiły pierwsze 15-metrowe autobusy niskopodłogowe Neoplan N4020. Były to jedne z pierwszych na świecie pojazdów tego typu. Wkrótce spółka Olszewskiego wygrała przetarg na dostawę 72 niskopodłogowych autobusów dla Miejskiego Przedsiębiorstwa Komunikacyjnego w Poznaniu, zapadła więc decyzja o budowie hali produkcyjnej w oddalonym od stolicy Wielkopolski o kilkanaście kilometrów Bolechowie-Osiedlu. 22 marca 1996 r. fabrykę opuścił pierwszy autobus produkcji Neoplan Polska. W latach 1996–2000 w zakładach w Bolechowie montowano neoplany serii 4000, w tym zyskujący wówczas w Polsce na popularności 15-metrowy model N4020. Był on tańszy od modeli przegubowych, a jego pojemność była niewiele mniejsza. W dodatku były to pojazdy o wiele nowocześniejsze w stosunku do dominujących wówczas w przedsiębiorstwach komunikacyjnych autobusów Jelcz oraz Ikarus. 

### I generacja (1999–2002)
W 1999 r. podczas Międzynarodowych Targów Poznańskich Neoplan Polska zaprezentował pierwszy autobus pod nową marką Solaris. Był to 12-metrowy model Urbino 12. W tym samym roku na łódzkiej wystawie komunikacji miejskiej zaprezentowano model o długości 15 metrów o nazwie Urbino 15.
Nowy model Urbino 15, podobnie jak pozostałe z rodziny Solaris Urbino, został zaprojektowany przy użyciu komputerowego systemu modelowania. W fazie projektowej szczególny nacisk położono na nowoczesny design, ale także na ergonomię i praktyczne zastosowania. Nowoczesna, opływowa linia wyróżniała się wówczas na rynku autobusów miejskich. Szczególną innowacją, a jednocześnie znakiem charakterystycznym autobusów z rodziny Urbino, stała się asymetryczna linia przedniej szyby poprawiająca widoczność kierowcy podczas podjeżdżania do przystanku. Stanowisko kierowcy i przestrzeń pasażerską zaprojektowano jak najbardziej ergonomicznie. Zapewniono także łatwy dostęp do filtra powietrza i chłodnicy, zastosowano system centralnego smarowania w celu zminimalizowania koniecznych przeglądów i prac serwisowych. Podłoga na całej długości pojazdu miała być niska, w związku z czym silnik umieszczono w tzw. zabudowie wieżowej. Jednostkę napędową początkowo stanowił silnik DAF, jednak w egzemplarzu prezentowanym podczas targów IAA we Frankfurcie nad Menem w 2000 r. zamontowano silnik MAN D-0836 LOH1 o pojemności 6,87 dm³ i mocy 206 kW (280 KM) spełniający normę emisji spalin Euro 3. W nowej wersji instalację elektryczną oparto na magistrali CAN.
W pierwszym roku produkcji sprzedano łącznie 55 sztuk Urbino 15. Pierwszymi odbiorcami tego modelu w 2000 r. były Miejskie Zakłady Autobusowe w Warszawie oraz Komunikacja miejska w Lublinie. Najwięcej Urbino 15 I generacji trafiło jednak do prywatnego przedsiębiorstwa Connex, które obsługiwało linie miejskie na terenie Warszawy. W 2000 r. sprzedano także jeden egzemplarz Urbino 15 do czeskiego przewoźnika DPO z Ostrawy. Był to pierwszy autobus marki Solaris zakupiony przez zagranicznego przewoźnika. Zakup poprzedzony był testami wytrzymałościowymi autobusu na torze Tatra w Kopřivnicy, gdzie w warunkach drogowych potwierdzono wcześniejsze symulacje komputerowe dotyczące wytrzymałości pojazdu.

### II generacja (2002–2005)
W 2002 r. wprowadzono nową, drugą generację autobusów Solaris Urbino 15. Był to model przejściowy pomiędzy pojazdami pierwszej a trzeciej generacji. Zmieniono lekko wzornictwo pojazdu, wprowadzono niewielkie zmiany w układzie wnętrza, a także usprawnienia techniczne. Autobusy Urbino 15 II generacji trafiły m.in. do Warszawy, Gliwic, Jaworzna, Ostrawy i Pilzna.
W 2004 r. podczas targów Transexpo w Kielcach, obok premiery III generacji 12-metrowej wersji Urbino, a także Urbino 12 w wersji low entry, miała miejsce prezentacja pierwszego autobusu Solaris z napędem na gaz CNG – Solaris Urbino 15 CNG. Umieszczenie butli na gaz na dachu autobusu wymusiło zmiany w konstrukcji ramy pojazdu. Napęd stanowił silnik E 2876 LUH01 o mocy 228 kW (310 KM) i maksymalnym momencie obrotowym 1 250  Nm. Pierwszy egzemplarz gazowego Urbino 15 trafił do słowackich Koszyc. 
 

### III generacja (2005–2018)
W 2005 r., wraz z wprowadzeniem nowej odsłony autobusów z rodziny Solaris Urbino, rozpoczęto produkcję Urbino 15 III generacji. Wprowadzone zmiany były znacznie większe, niż miało to miejsce w przypadku poprzedniej generacji. Zmieniono design przedniej i tylnej ściany, nadano im bardziej dynamiczny kształt. Zmodyfikowano też nadkola i wnętrze pojazdu. Wprowadzono jednostki napędowe DAF i Iveco spełniające normę emisji spalin Euro 3 lub Euro 4, jednocześnie rezygnując z silników MAN. 
W 2008 r. miała miejsce prezentacja Urbino New Edition – faceliftingu autobusów z rodziny Urbino. Wprowadzono niewielkie zmiany stylistyczne oraz drobne usprawnienia techniczne. W tym samym roku podczas targów Autotec w Brnie Solaris zaprezentował niskowejściowy model Solaris Urbino 15 LE (ang. low entry). Jest to wersja przeznaczona głównie dla przewoźników na trasach podmiejskich. W 2010 r. przedstawiono niskowejściową wersję Urbino 15 z napędem gazowym – Urbino 15 CNG. Autobus ten szczególnie popularny stał się w krajach skandynawskich. W pierwszym roku produkcji sprzedano 230 szt. Urbino 15 LE CNG, co stanowiło ok. 20% całkowitej sprzedaży autobusów Solaris. 
W 2014 r. Solaris zaprezentował IV generację rodziny Urbino, nie przedstawiono jednak nowej odsłony modelu Urbino 15. Równolegle z nową generacją, produkowano autobusy III generacji. Na początku 2018 r. poinformowano, że od tego roku nastąpi wygaszenie produkcji poprzedniej generacji, a model Urbino 15 nie będzie już produkowany w związku ze spadającym zainteresowaniem klientów. Ostatnie sztuki piętnastometrowych Urbino trafiły w maju 2018 r. do MPK Legnica.

## Konstrukcja
|                                       |                  | III generacja (stan na: 2013)                                                                        | III generacja (stan na: 2013)                                                                        | III generacja (stan na: 2013)                                                                        | III generacja (stan na: 2013)                                                                        | III generacja (stan na: 2013) | IV generacja (stan na: 2020)                                                                         |
|                                       |                  | Urbino 15                                                                                            | Urbino 15 CNG                                                                                        | Urbino 15 LE                                                                                         | Urbino 15 LE CNG                                                                                     | Trollino 15 | Urbino 15 LE electric                                                                                |
| Dane podstawowe:                      | Dane podstawowe: | Dane podstawowe:                                                                                     | Dane podstawowe:                                                                                     | Dane podstawowe:                                                                                     | Dane podstawowe:                                                                                     | Dane podstawowe: | Dane podstawowe:                                                                                     |
| ------------------------------------- | ---------------- | --- | --- | --- | --- | --- | --- |
| Długość                               | [mm]             | 14590                                                                                                | 14590                                                                                                | 14590                                                                                                | 14590                                                                                                | 14590 | 14890                                                                                                |
| Wysokość                              | [mm]             | 2850                                                                                                 | 3400                                                                                                 | 3000                                                                                                 | 3250                                                                                                 | 3490 | 3465                                                                                                 |
| Szerokość                             | [mm]             | 2550                                                                                                 | 2550                                                                                                 | 2550                                                                                                 | 2550                                                                                                 | 2550 | 2550                                                                                                 |
| Rozstaw osi                           | [mm]             | 6800/1690                                                                                            | 6800/1690                                                                                            | 6800/1690                                                                                            | 6800/1690                                                                                            | 6800/1690 | 7000/1690                                                                                            |
| Zwis przedni/tylny                    | [mm]             | 2700/3400                                                                                            | 2700/3400                                                                                            | 2700/3400                                                                                            | 2700/3400                                                                                            | 2700/3400 | 2750/3450                                                                                            |
| Średnica zawracania                   | [m]              | ok. 24                                                                                               | ok. 24                                                                                               | ok. 24                                                                                               | ok. 24                                                                                               | ok. 24 | ? |
| Masa własna                           | [kg]             | 12 700÷15 500                                                                                        | 12 700÷15 500                                                                                        | 13 300÷15 600                                                                                        | 13 300÷15 600                                                                                        | 12 700÷15 500 | ? |
| Dopuszczalna masa całkowita           | [kg]             | 24 000                                                                                               | 24 000                                                                                               | 25 000                                                                                               | 25 000                                                                                               | 24 000 | 25 000                                                                                               |
| Podwozie i układ jezdny:              |                  | | | | | | |
| Oś przednia                           |                  | ZF RL 75 EC lub ZF RL 85 A                                                                           | ZF RL 75 EC lub ZF RL 85 A                                                                           | ZF RL 75 EC lub ZF RL 85 A                                                                           | ZF RL 75 EC lub ZF RL 85 A                                                                           | ZF RL 75 EC lub ZF RL 85 A | oś niezależna ZF                                                                                     |
| Oś napędowa                           |                  | ZF AV 132                                                                                            | ZF AV 132                                                                                            | ZF AV 132                                                                                            | ZF AV 132                                                                                            | ZF AV 132 | oś portalowa ZF                                                                                      |
| Oś wleczona                           |                  | ZF RL 85 A                                                                                           | ZF RL 85 A                                                                                           | ZF RL 85 A                                                                                           | ZF RL 85 A                                                                                           | ZF RL 85 A | oś wleczona ZF (opcjonalnie sterowana aktywnie)                                                      |
| Układ hamulcowy                       |                  | ABS, EBS, ASR, hamulec postojowy, hamulec przystankowy, retarder                                     | ABS, EBS, ASR, hamulec postojowy, hamulec przystankowy, retarder                                     | ABS, EBS, ASR, hamulec postojowy, hamulec przystankowy, retarder                                     | ABS, EBS, ASR, hamulec postojowy, hamulec przystankowy, retarder                                     | ABS, EBS, ASR, hamulec postojowy, hamulec przystankowy | ABS, EBS, ASR, hamulec postojowy, hamulec przystankowy, opcja: ESC                                   |
| Układ poziomujący                     |                  | zawieszenie ECAS II z przyklękiem z prawej strony (podnoszenie o ok. 60 mm, opuszczanie o ok. 70 mm) | zawieszenie ECAS II z przyklękiem z prawej strony (podnoszenie o ok. 60 mm, opuszczanie o ok. 70 mm) | zawieszenie ECAS II z przyklękiem z prawej strony (podnoszenie o ok. 60 mm, opuszczanie o ok. 70 mm) | zawieszenie ECAS II z przyklękiem z prawej strony (podnoszenie o ok. 60 mm, opuszczanie o ok. 70 mm) | zawieszenie ECAS II z przyklękiem z prawej strony (podnoszenie o ok. 60 mm, opuszczanie o ok. 70 mm)                                                                | zawieszenie ECAS II z przyklękiem z prawej strony (podnoszenie o ok. 60 mm, opuszczanie o ok. 70 mm) |
| Układ kierowniczy                     |                  | ZF Servocom 8098                                                                                     | ZF Servocom 8098                                                                                     | ZF Servocom 8098                                                                                     | ZF Servocom 8098                                                                                     | ZF Servocom 8098 | RB Servocom lub Hema                                                                                 |
| Układ napędowy:                       |                  | | | | | | |
| Silnik                                |                  | 1) DAF MX11 240 (240 kW) 2) DAF MX11 271 (271 kW)                                                    | Cummins ISLG8.9E6 320 (239 kW)                                                                       | DAF MX11 271 (271 kW)                                                                                | Cummins ISLG8.9E6 320 (239 kW)                                                                       | 1) Cegelec TV Europulse asynchroniczny 6-polowy (175 kW) 2) Medcom ANT 175-600 asynchroniczny 6-polowy (175 kW) 3) Škoda BlueDrive asynchroniczny 6-polowy (250 kW) | ZF CeTrax (300 kW)                                                                                   |
| Zbiornik paliwa                       | [l]              | 250 lub 350                                                                                          | butle kompozytowe 6 lub 7×214                                                                        | 300                                                                                                  | butle kompozytowe 6 lub 7×214                                                                        | | |
| Zbiornik Ad-Blue                      | [l]              | 50                                                                                                   | | 50                                                                                                   | | | |
| Skrzynia biegów                       |                  | 1) Voith Diwa 6 2) ZF Ecolife                                                                        | 1) Voith Diwa 6 2) ZF Ecolife                                                                        | 1) Voith Diwa 6 2) ZF Ecolife                                                                        | 1) Voith Diwa 6 2) ZF Ecolife                                                                        | | |
| Układ centralnego smarowania          |                  | centralny punkt smarny na smar stały lub układ Vogel KFBS1 na smar półpłynny                         | centralny punkt smarny na smar stały lub układ Vogel KFBS1 na smar półpłynny                         | centralny punkt smarny na smar stały lub układ Vogel KFBS1 na smar półpłynny                         | centralny punkt smarny na smar stały lub układ Vogel KFBS1 na smar półpłynny                         | | centralny punkt smarny na smar stały lub opcja: na smar półpłynny                                    |
| Elektryka                             |                  | oparta na magistrali CAN-Bus                                                                         | oparta na magistrali CAN-Bus                                                                         | oparta na magistrali CAN-Bus                                                                         | oparta na magistrali CAN-Bus                                                                         | oparta na magistrali CAN-Bus | oparta na magistrali CAN-Bus                                                                         |
| Nadwozie i wnętrze:                   |                  | | | | | | |
| Wysokość wnętrza                      | [mm]             | 2370                                                                                                 | 2370                                                                                                 | ? | ? | 2370 | ? |
| Wysokość wejścia                      | [mm]             | 1. i 2. drzwi: 320 3. drzwi: 340                                                                     | 1. i 2. drzwi: 320 3. drzwi: 340                                                                     | 320 lub 360                                                                                          | 320 lub 360                                                                                          | 1. i 2. drzwi: 320 3. drzwi: 340 | 360                                                                                                  |
| Układ drzwi                           |                  | 1-2-0 2-2-0 1-2-2 2-2-2                                                                              | 1-2-0 2-2-0 1-2-2 2-2-2                                                                              | 1-2-0 1-2-1 2-2-0 2-2-1                                                                              | 1-2-0 1-2-1 2-2-0 2-2-1                                                                              | 1-2-0 2-2-0 1-2-2 2-2-2 | 1-2-0 1-2-1 2-2-0 2-2-1                                                                              |
| Rampa inwalidy                        |                  | przy drugich drzwiach, ręczna                                                                        | przy drugich drzwiach, ręczna                                                                        | przy drugich drzwiach, ręczna                                                                        | przy drugich drzwiach, ręczna                                                                        | przy drugich drzwiach, ręczna | przy drugich drzwiach                                                                                |
| Liczba miejsc siedzących              |                  | do 50+1                                                                                              | do 49+1                                                                                              | do 65+1                                                                                              | do 64+1                                                                                              | do 50+1 | do 65+1                                                                                              |
| Klimatyzacja miejsca pracy kierowcy   |                  | Tak                                                                                                  | Tak                                                                                                  | Tak                                                                                                  | Tak                                                                                                  | Tak | Tak                                                                                                  |
| Klimatyzacja przestrzeni pasażerskiej |                  | Opcja                                                                                                | Opcja                                                                                                | Opcja                                                                                                | Opcja                                                                                                | Opcja | Opcja                                                                                                |
| Ogrzewanie                            |                  | grzejniki konwektorowe, dmuchawy 2-stopniowe                                                         | grzejniki konwektorowe, dmuchawy 2-stopniowe                                                         | grzejniki konwektorowe, dmuchawy 2-stopniowe                                                         | grzejniki konwektorowe, dmuchawy 2-stopniowe                                                         | nagrzewnice elektryczne 1-stopniowe opcjonalnie ogrzewanie wodne, grzejniki konwektorowe lub dmuchawy 2-stopniowe                                                   | klimatyzacja z funkcją grzania pompą ciepła                                                          |
| Układ dodatkowego ogrzewania          |                  | Spheros (Webasto) lub Piec na biopaliwo Eberspächer                                                  | Spheros (Webasto)                                                                                    | Spheros (Webasto) lub Piec na biopaliwo Eberspächer                                                  | Spheros (Webasto)                                                                                    | | |
| Źródła                                |                  | [ 2 ]                                                                                                | [ 2 ]                                                                                                | [ 13 ]                                                                                               | [ 13 ]                                                                                               | [ 14 ] | [ 15 ] [ 16 ]                                                                                        |

## Konstrukcje powstałe na bazie Solarisa Urbino 15

### Solaris Trollino 15/Škoda 28Tr Solaris
W 2003 r., po pozytywnych doświadczeniach z konstrukcją trolejbusów o długości 12 i 18 m, Solaris zaprezentował model 15-metrowy Trollino 15 oparty na konstrukcji Urbino 15 II generacji. Był to pierwszy trolejbus o tej długości na świecie. Prototyp powstał w zakładach DPO Ostrawa we współpracy z czeskimi producentami Cegelec i ČKD Pragoimex odpowiedzialnymi za napęd oraz osprzęt elektryczny. Trollino 15 II generacji trafiły na ulice Ostrawy oraz Wilna.
Wraz z wprowadzeniem III generacji autobusów miejskich Urbino 15, wdrożono do produkcji nową generację trolejbusów Trollino 15. Od 2008 r. czeskie przedsiębiorstwo Škoda Electric pod nazwą Škoda 28Tr Solaris produkowało trolejbusy oparte na konstrukcji Trollino 15, jednak z własnym napędem i instalacją elektryczną. Produkcję Trollino 15 zakończono wraz z wycofaniem z oferty modelu Urbino 15. Łącznie powstało 80 pojazdów tego typu, które trafiły na Litwę oraz do Czech.

### Solaris Urbino 15 CNG

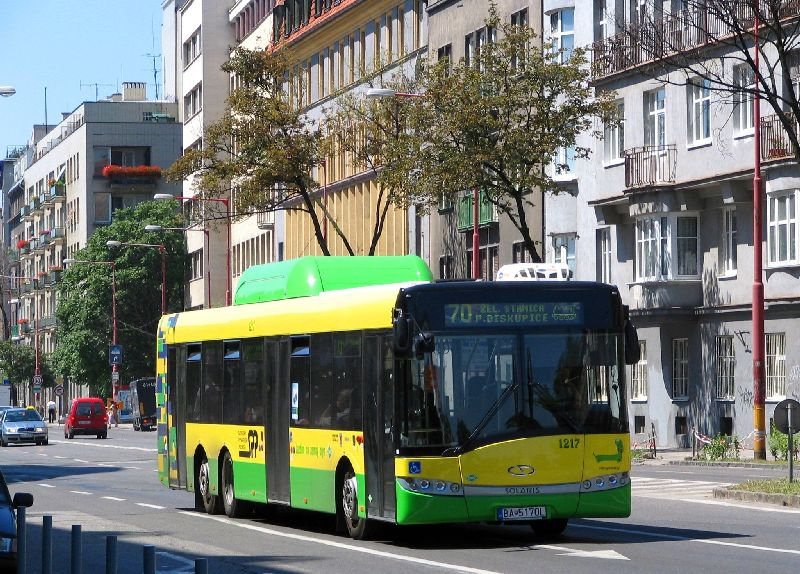
Bratysławski Solaris Urbino 15 CNG III generacji

Równolegle obok premiery III generacji autobusów z rodziny Urbino w 2014 r. miała miejsce premiera pierwszego autobusu Solaris napędzanego sprężonym gazem ziemnym – Solaris Urbino 15 CNG. Napęd pojazdu stanowił silnik E 2876 LUH01 o mocy 228 kW (310 KM) i maksymalnym momencie obrotowym 1 250 Nm. Gaz był magazynowany w 6 butlach kompozytowych na dachu pojazdu o łącznej pojemności 1 200 dm³. Rozwiązanie takie wymusiło na projektantach przekonstruowanie całego dachu. Pierwszym odbiorcą gazowych Urbino 15 był przewoźnik miejski z Koszyc. W późniejszych latach Urbino 15 CNG III generacji trafiło także do Bratysławy i Sewilli.

### Solaris Urbino 15 LE (CNG/electric)
W 2008 r. podczas targów Autotec w Brnie Solaris zaprezentował model Solaris Urbino 15 LE, który dołączył do oferowanego wcześniej autobusu niskowejściowego Urbino 12 LE. Pojazd został zaprojektowany głównie z myślą o trasach podmiejskich o większej liczbie pasażerów. Napęd Urbino 15 LE, w odróżnieniu od silnika w zabudowie wieżowej w modelu niskopodłogowym, stanowił leżący silnik DAF PR 265 o mocy 265 kW (360 KM), a później DAF MX11 o mocy 271 kW (368 KM). W 2010 r. w ofercie pojawił się niskowejściowy model napędzany gazem CNG – Solaris Urbino 15 LE CNG. Został on zaprojektowany z myślą o dużym zapotrzebowaniu na tego typu autobusy na terenie krajów skandynawskich. W pierwszym roku produkcji sprzedano 230 sztuk autobusów tego typu, z czego wszystkie trafiły do Szwecji i Norwegii, głównie do przedsiębiorstwa Veolia. Za taki wynik sprzedaży Solaris otrzymał w 2011 r. nagrodę „Junior polskiego eksportu”.  
W styczniu 2020 r. zostało ogłoszone wprowadzenie na rynek wersji elektrycznej autobusu w ramach IV generacji rodziny Urbino. Premiera niskowejściowego modelu Urbino 15 LE electric miała miejsce w październiku 2020 r. Autobus ten jest oferowany w dwóch klasach: klasa I przeznaczona jest dla ruchu miejskiego, a klasa II różniąca się nieco wyposażeniem wnętrza – dla ruchu międzymiastowego. Autobus może pomieścić od 51 do 65 pasażerów na miejscach siedzących. Urbino 15 LE electric powstał głównie z myślą o krajach skandynawskich, stąd możliwość wyposażenia pojazdu m.in. w zestaw długich świateł, automatycznie załączone światła i wycieraczki, doświetlanie zakrętów, piasecznicę, czy system wykrywający pieszych i rowerzystów Mobileye Shield +. Autobus wyposażono w baterie Solaris High Power lub Solaris High Power + o pojemności do 470 kWh, co zapewnia zasięg ok. 250–350 km na jednym ładowaniu.